# Triphoridae
Triphoridae zijn een familie van zeer kleine mariene Gastropoda. Bijna alle soorten in deze familie zijn klein, met een schelp die duidelijk kleiner is dan tien millimeter, en bijna alle hebben ze een schelp met linksdraaiende windingen.

## Kenmerken van de schelp
De schelpen van Triphoridae zijn klein, met een extreem lange spira, met talrijke smalle windingen. De meeste soorten in deze familie zijn linksgewonden.

## Geslachten
De volgende geslachten zijn bij de familie ingedeeld:
- Aclophora Laseron, 1958
- Aclophoropsis B. A. Marshall, 1983
- Bouchetriphora B. A. Marshall, 1983
- Cautor Finlay, 1926
- Cautotriphora Laws, 1940 †
- Cheirodonta B. A. Marshall, 1983
- Coriophora Laseron, 1958
- Cosmotriphora Olsson & Harbison, 1953
- Costatophora B. A. Marshall, 1994
- Differoforis Kosuge, 2008
- Epetrium Harris & Burrows, 1891 †
- Euthymella Thiele, 1929
- Eutriphora Cotton & Godfrey, 1931
- Hedleytriphora B. A. Marshall, 1983
- Hypotriphora Cotton & Godfrey, 1931
- Inella Bayle, 1879
- Iniforis Jousseaume, 1884
- Isotriphora Cotton & Godfrey, 1931
- Latitriphora B. A. Marshall, 1983
- Liniphora Laseron, 1958
- Litharium Dall, 1924
- Magnosinister Laseron, 1954
- Marshallora Bouchet, 1985
- Mastonia Hinds, 1843
- Mastoniaeforis Jousseaume, 1884
- Metaxia Monterosato, 1884
- Monophorus Grillo, 1877
- Nanaphora Laseron, 1958
- Nototriphora B. A. Marshall, 1983
- Obesula Jousseaume, 1897
- Opimaphora Laseron, 1958
- Pogonodon Bouchet, 1997
- Sagenotriphora B. A. Marshall, 1983
- Seilarex Iredale, 1924
- Similiphora Bouchet, 1985
- Strobiligera Dall, 1924
- Subulophora Laseron, 1958
- Sychar Hinds, 1843
- Talophora Gründel, 1975
- Teretriphora Finlay, 1926
- Triphora Blainville, 1828
- Viriola Jousseaume, 1884
- Viriolopsis B. A. Marshall, 1983

### Synoniemen
- Iniforinae Kosuge, 1966 => Triphoridae Gray, 1847
- Metaxiinae B. A. Marshall, 1977 => Triphoridae Gray, 1847
- Triphorinae Gray, 1847 => Triphoridae Gray, 1847
- Biforina Bucquoy, Dautzenberg & Dollfus, 1884 => Monophorus Grillo, 1877
- Brucetriphora Beu, 2004 => Costatophora B. A. Marshall, 1994
- Contraforis Laseron, 1958 => Mastoniaeforis Jousseaume, 1884
- Distophora Laseron, 1958 => Teretriphora Finlay, 1926
- Epiforis Laseron, 1958 => Mastoniaeforis Jousseaume, 1884
- Euthymia Jousseaume, 1884 => Euthymella Thiele, 1929
- Ino Hinds, 1843 => Inella Bayle, 1879
- Macrosinister => Magnosinister Laseron, 1954
- Mastoniaeformis [sic] => Mastoniaeforis Jousseaume, 1884
- Mesophora Laseron, 1958 => Coriophora Laseron, 1958
- Notosinister Finlay, 1926 => Monophorus Grillo, 1877
- Orbitophora Laseron, 1958 => Viriola Jousseaume, 1884
- Risbecia Kosuge, 1966 => Differoforis Kosuge, 2008 (non Odhner, 1934)
- Sinistroseila W. R. B. Oliver, 1915 => Viriola Jousseaume, 1884
- Solosinister Laseron, 1954 => Viriola Jousseaume, 1884
- Tetraphora Laseron, 1958 => Costatophora B. A. Marshall, 1994
- Torresophora Laseron, 1958 => Euthymella Thiele, 1929
- Trifora => Triphora Blainville, 1828
- Triforis => Triphora Blainville, 1828
- Triphoris => Triphora Blainville, 1828

## Naam
Gründel stelde in 1975 dat de familie aangeduid zou moeten worden als Triforidae Jousseaume, 1884, en niet als Triphoridae. Dit is echter alleen het geval wanneer de geslachten Triforis en Triphora in dezelfde familie worden geplaatst. Marshall stelde in 1980 dat de twee geslachten in twee verschillende families moeten worden geplaatst: de Triforidae en de Triphoridae.